# Bruchhausen (Lennestadt)
Bruchhausen ist ein Ortsteil von Lennestadt im Kreis Olpe und liegt im Veischedetal an dem Teilabschnitt der B55, der von Kirchveischede nach Oberveischede führt. Zu den etwas abseits der Bundesstraße liegenden Häusern führen kleine Abzweigungen.
Hinweise, die auf die Existenz des Ortes hinweisen, gehen zurück bis in das frühe 14. Jahrhundert. Beispielhaft seien erwähnt: 1329 Rotger von Broychusen, 1383 Heinemann von Broichusen, 1543 Heinemann zu Brockhaußen u. a. Der Ortsname basiert auf dem Grundwort „-husen“ und dem niederdeutschen „-brok“ für Sumpf- bzw. Bruchland. Beide Wortbestandteile haben sich an die hochdeutsche Schreibweise angeglichen. Unter Berücksichtigung der örtlichen Lage im Veischedetal ergibt sich für Bruchhausen die mögliche Ortsbeschreibung „bei den Häusern am Bruch“.
Der kleine Ort mit 29 Einwohnern Ende Juni 2020 ist ländlich geprägt und umgeben von Wäldern und Wiesen. Es ist ein Angebot an Ferienwohnungen und Übernachtungsmöglichkeiten vorhanden. Nahegelegene Freizeitziele sind der Biggesee, die Atta-Höhle und das Elspe-Festival.